# Macintosh IIci
A Macintosh IIci asztali számítógépet az Apple gyártotta és forgalmazta 1989. szeptember 20. és 1993 február 10. között 41 hónapon keresztül. A Macintosh IIci a Macintosh II számítógép-családba tartozott.

## Története
A Macintosh IIci az IIcx gyorsabb változata volt, és a valaha volt legnépszerűbb Macintoshok egyike. Ez volt az első Macintosh, amely beépített színes videoáramkört kapott, és az első Macintosh valódi 32 bites ROM-okkal. A bevezető ára 6700 dollár volt.

## Technikai leírás
A bézs színű gép súlya 6,4 kg, magassága 140 mm, szélessége 302 mm és mélysége 366 mm volt. A IIci számítógépet egymagos 25 MHz-es Motorola 68030 processzor vezérelte (L1 cache: 0,25kB), a rendszerbusz 25 MHz-en működött. A teljesítményt Motorola 68882 FPU co-processzor növelte. Az adatokat a 40MB belső merevlemezre lehetett elmenteni. Külső adattárolási lehetőséget az 1,44-es hajlékonylemez meghajtó (floppy-drive) kínált. A gépet System 6.0.4 operációs rendszerrel szállította az Apple. A gépet beépített memória nélkül gyártották, maximálisan 128MB (80ns) kezelésére volt képes a gyári specifikáció szerint, a bővítéshez 8 hely (slot) állt rendelkezésre. A számítógépnek nem volt saját kijelzője. A külső kijelzőt 64kB videó-memória támogatta. Videójel kimenetet egy DB–15 csatlakozó biztosított. Csatlakozók: két ADB, két soros port, egy DB-25 SCSI-hoz, egy DB-19 a hajlékonylemez meghajtónak, egy 3,5 mm-es jack audió kimenet. A gép bővíthetőségét szolgálta három NuBus bővítőhely. Külső SCSI merevlemez csatlakoztatására is volt lehetőség.

## A számítógép adatai
A táblázat nem tartalmazza az összes műszaki paramétert. Az egyes modelleknél a bemutatáskor érvényes adatokat soroljuk fel, a későbbi frissítéseket nem. Az eszköz technikai paraméterei a MacTracker alkalmazásból származnak.
| Gép nevebemutatva kivezetve        | Méretmagasság szélesség mélység súlySzín | Processzorprocesszor órajel, mag L1 és L2 cache társprocesszor | Háttértármerevlemezkülső adathordozó | Eredeti operációs rendszer | Memóriaalap max. @sebességhely    | Kijelzőmérete felbontása | Grafikakártyamemória kimenet | CsatlakozókEthernet, ADB, soros, SCSI, párhuzamos, FDD, kijelző, hang be/ki, belső mikrofon, hangszóró | Bővíthetőségkártyahelybelső öbölkülső csatlakozó |
| ---------------------------------- | ---------------------------------------- | -------------------------------------------------------------- | ------------------------------------ | -------------------------- | --------------------------------- | ------------------------ | ---------------------------- | --- | ------------------------------------------------ |
| IIci1989 szept. 20. 1993 febr. 10. | 140 mm 302 mm 366 mm 6,4 kg bézs         | Motorola 68030 @25 MHz és 1 mag L1 0,25kB, Motorola 68882 FPU  | 40MB HDD 1,44 floppy                 | System 6.0.4               | nincs alap max: 128MB @80ns8 hely | nincs kijelző            | 64kB 1 DB–15                 | * 2 ADB * 2 soros * 1 D–25 (SCSI) * 1 DB–19 külső FDD * 1 3,5 jack audió ki * beépített hangszóró      | * 3 NuBus* SCSI (külső)                          |

## Macintosh II számítógépek az időben
| A Macintosh II számítógépek idővonalon |
| --- |
| A színek kezdete a bemutató időpontja, a forgalmazás több esetben is hónapokkal később kezdődött. Megeshet, hogy egy csík végét kitakarja egy másik csík eleje. Előfordul, hogy a gyártás befejezését követően még egy ideig forgalomban marad a gép adott verziója. |